# آسپیراتور
مکنده هوا (Aspirator)، نوعی دستگاه تخلیه کننده-پمپاژ کننده بوده که خلاء را از طریق اثر ونتوری تولید می‌نماید.
در یک مکنده هوا، سیال (در حالت مایع یا گاز) از طریق یک لوله که ابتدا باریک شده و پس از آن در ناحیه محل تقاطع گسترش می‌یابد، جاری می‌شود. زمانی که لوله باریک می‌شود، فشار سیال کاهش می‌یابد. در این ناحیه باریک سرعت مایع باید افزایش یابد تا تداوم توده را حفظ نماید. محلی که در آن لوله باریک گشته، خلاء به دلیل وجود اثر ونتوری کشیده شده‌است.

## عملکرد
مکنده آب (Water Aspirator) که ساده و ارزان بوده، یکی از مرسوم‌ترین انواع مکنده می‌باشد. در آزمایشگاه‌های شیمی و زیست‌شناسی مورد استفاده قرار می‌گیرد و شامل نگهدارنده ای (Tee) که متصل به یک شیر دریچه دار (Tap) بوده و دارای انشعاب شیاردار (Hose Barb) در سمت دیگر است. جریان آب از نسبت معینی از نگهدارنده عبور می‌کند، که در محل تقاطع محدودیتی وجود دارد، جایی که انشعاب شیاردار متصل شده‌است. شلنگ خلاء باید متصل به این انشعاب باشد. در گذشته، مکنده‌های آب به عنوان مکنده‌های با قدرت کم در آزمایشگاه‌های شیمی بسیار مرسوم بودند. اگرچه، بسته به دلیل بکار بردن این مکنده‌ها (به عنوان مثال، خروج حل شونده)، آنها می‌توانند قوانین حفاظت کننده محیط زیستی چون RCRA با مخلوط کردن بالقوه مواد شیمیایی خطرناک در جریان آب موجود، سپس تخلیه کردن آنها از طریق چاه‌ها که نهایتاً اغلب مستقیماً به فاضلاب شهری راه پیدا می‌کند، زیر پا بگذارند.